# Ronde van Qatar 2013 (mannen)
De Ronde van Qatar 2013 was de twaalfde editie van de meerdaagse wielerwedstrijd die ieder jaar in Qatar wordt verreden. De wedstrijd vond plaats van 3 tot en met 8 februari en bestond uit zes etappes. Er deden 18 ploegen mee aan deze wedstrijd, die wordt georganiseerd door de Amaury Sport Organisation. 

## Rittenschema
| #  | datum      | etappe                                             | afstand | winnaar          | ploeg                   |
| -- | ---------- | -------------------------------------------------- | ------- | ---------------- | ----------------------- |
| 1e | 3 februari | Katara Cultural Village - Dukhan Beach             | 145 km  | Brent Bookwalter | BMC Racing Team         |
| 2e | 4 februari | Al Rufaa Street - Al Rufaa Street (ploegentijdrit) | 014 km  | BMC Racing Team  | BMC Racing Team         |
| 3e | 5 februari | Al Wakra - Mesaieed                                | 143 km  | Mark Cavendish   | Omega Pharma-Quick Step |
| 4e | 6 februari | Camel Race Track - Al Khor Corniche                | 160 km  | Mark Cavendish   | Omega Pharma-Quick Step |
| 5e | 7 februari | Al Zubara Fort - Madinat Al Shamal                 | 154 km  | Mark Cavendish   | Omega Pharma-Quick Step |
| 6e | 8 februari | Sealine Beach Resort - Doha Corniche               | 116 km  | Mark Cavendish   | Omega Pharma-Quick Step |

## Einduitslag
| Plaats | Naam             | Ploeg                  |           |
| ------ | ---------------- | ---------------------- | --------- |
| 1      | Mark Cavendish   | Omega Pharma-Quickstep | 15u55'20" |
| 2      | Brent Bookwalter | BMC Racing Team        | + 25"     |
| 3      | Taylor Phinney   | BMC Racing Team        | + 26"     |

Mannen:
2002 · 
2003 · 
2004 · 
2005 · 
2006 · 
2007 · 
2008 · 
2009 · 
2010 · 
2011 · 
2012 · 
2013 · 
2014 · 
2015 · 
2016

Vrouwen:
2009 · 
2010 · 
2011 · 
2012 · 
2013 · 
2014 · 
2015 · 
2016